# Lessard-en-Bresse
Lessard-en-Bresse é uma comuna francesa na região administrativa de Borgonha-Franco-Condado, no departamento Saône-et-Loire. Estende-se por uma área de 8,17 km². Em 2010 a comuna tinha 551 habitantes (densidade: 67,4 hab./km²).